# Infielmente Tua
Infielmente Tua (em inglês:  Unfaithfully Yours) é um filme norte-americano de 1984 dirigido por Howard Zieff. Trata-se de um remake de Odeio-Te Meu Amor, dirigido por Preston Sturges, em cujo romance foi inspirado o roteiro.

## Sinopse
Maestro famoso, casado com uma jovem e linda mulher, alimenta a ideia de que sua esposa tem uma amante que vai até sua casa todos os dias quando ele sai. Desconfiado, o maestro contrata um detetive trapalhão que acaba confirmando suas suspeitas; louco de ciúme, o maestro começa a arquitetar um plano para eliminar seu rival.